# Castelfranco Veneto
Castelfranco Veneto é uma comuna italiana da região do Vêneto, província de Treviso, com cerca de 31.480 habitantes. Estende-se por uma área de 50 km², tendo uma densidade populacional de 630 hab/km². Faz fronteira com Castello di Godego, Loreggia (PD), Resana, Riese Pio X, San Martino di Lupari (PD), Santa Giustina in Colle (PD), Vedelago.

## Demografia
| Variação demográfica do município entre 1861 e 2011                               |
|                                                                                   |
| Fonte: Istituto Nazionale di Statistica (ISTAT) - Elaboração gráfica da Wikipedia |